# UFC on ESPN: Каннонир vs. Борралью
UFC on ESPN: Cannonier vs. Borralho (также известный как UFC on ESPN 62 и UFC Vegas 96) — турнир по смешанным единоборствам, организованный Ultimate Fighting Championship, который был проведён 24 августа 2024 года в спортивном комплексе «UFC Apex» в городе Энтерпрайз (часть города-мегаполиса Лас-Вегас), штат Невада, США.

## Подготовка турнира

### Главные события турнира
В качестве заглавного события турнира запланирован бой в среднем весе, в котором должны встретиться бывший претендент на титул чемпиона UFC в среднем весе американец Джаред Каннонир (#5 в рейтинге) и бразильский проспект Каю Борралью (#12 в рейтинге).
На турнире запланировано проведение финальных поединков 32-го сезона шоу The Ultimate Fighter между командами Валентины Шевченко и Алексы Грассо в среднем и полулёгком весе.
- Райан Лодер (средний вес) - представитель команды Шевченко;
- Роберт Валентин (средний вес), Каан Офли и Майрон Сантус (полулёгкий вес) - представители команды Грассо.

Также на турнире было предоставлено право участвовать дополнительно двум представителя от команды Шевченко в полулёгком весе - Жигимантасу Рамашке и Натану Флетчеру. В частности, Рамашка уже после своего первого победного боя в рамках шоу впечатлил президента UFC Дэйну Уайта своими бойцовскими качествами и стал одним из фаворитов сезона. Однако, в последний момент он был снят со своего полуфинального поединка на шоу против Майрона Сантуса из-за травмы костей лица, полученной в первом бою, и заменён на Гильермо Торреса, который также являлся членом команды Грассо. В свою очередь Флетчер, также получил в своём первом поединке на шоу перелом ноги, что повлияло на его шансы победить в бою и продолжить участие в сезоне. Несмотря на то, что оба бойца успешно прошли процедуру взвешивания, было объявлено, что в последний момент бой отменен из-за появившихся проблем со здоровьем у Флетчера. В итоге бой был переназначен на следующий турнир UFC Fight Night: Бёрнс vs. Брэди, который состоится двумя неделями позже.

### Изменения карда турнира
При подготовке турнира были анонсированы, но впоследствии отменены следующие поединки:
- Бой в среднем весе между россиянином Романом Копыловым и бразильцем Брунну Феррейрой.[7] За месяц до турнира Копылов снялся из-за операции по удалению воспалённого аппендикса.[8][9]
- Бой в полулёгком весе, в котором должны были встретиться американец мексиканского происхождения Дэнни Сильва и американец албанского происхождения Деннис Бузукья.[10] 20 августа стало известно, что Сильва снялся из-за травмы и его на коротком уведомлении заменил Фрэнсис Маршалл, бой пройдёт в лёгком весе.[11]

### Анонсированные бои
| Бой | Весовая категория     | Участники боёв и их статистика перед боем (рекорд ММА / рекорд UFC / серия) | Участники боёв и их статистика перед боем (рекорд ММА / рекорд UFC / серия) | Участники боёв и их статистика перед боем (рекорд ММА / рекорд UFC / серия) | Участники боёв и их статистика перед боем (рекорд ММА / рекорд UFC / серия) | Участники боёв и их статистика перед боем (рекорд ММА / рекорд UFC / серия) | Участники боёв и их статистика перед боем (рекорд ММА / рекорд UFC / серия) | Участники боёв и их статистика перед боем (рекорд ММА / рекорд UFC / серия) | Участники боёв и их статистика перед боем (рекорд ММА / рекорд UFC / серия) | Участники боёв и их статистика перед боем (рекорд ММА / рекорд UFC / серия) | Участники боёв и их статистика перед боем (рекорд ММА / рекорд UFC / серия) | Участники боёв и их статистика перед боем (рекорд ММА / рекорд UFC / серия) | Участники боёв и их статистика перед боем (рекорд ММА / рекорд UFC / серия) |
|     |                       | Главный кард (Main Card, ESPN/ESPN+)                                        |                                                                             |                                                                             |                                                                             |                                                                             |                                                                             |                                                                             |                                                                             |                                                                             |                                                                             |                                                                             |                                                                             |
| 1   | Средний вес           | Джаред Каннонир (Jared Cannonier)                                           | #5 (2), exП                                                                 | 17-7                                                                        | 10-7                                                                        | -1                                                                          | vs.                                                                         | Каю Борралью (Caio Borralho)                                                | #12, CS                                                                     | 16-1 (1)                                                                    | 6-0                                                                         | +15                                                                         | [ 12 ]                                                                      |
| 2   | Жен. минимальный вес  | Анджела Хилл (Angela Hill)                                                  | #9, TUF                                                                     | 17-13                                                                       | 12-13                                                                       | +2                                                                          | vs.                                                                         | Табата Риччи (Tabatha Ricci)                                                | #11 (10)                                                                    | 10-2                                                                        | 5-2                                                                         | +1                                                                          | [ 12 ]                                                                      |
| 3   | Средний вес           | Роберт Валентин (Robert Valentin)                                           | д, TUF32 Finale                                                             | 10-3 (1)                                                                    | -                                                                           | +4                                                                          | vs.                                                                         | Райан Лодер (Ryan Loder)                                                    | д, TUF32 Finale                                                             | 6-1                                                                         | -                                                                           | +2                                                                          | [ 13 ]                                                                      |
| 4   | Полулёгкий вес        | Каан Офли (Kaan Ofli)                                                       | д, TUF32 Finale                                                             | 11-2-1                                                                      | -                                                                           | +8                                                                          | vs.                                                                         | Майрон Сантус (Mairon Santos)                                               | д, TUF32 Finale                                                             | 13-1                                                                        | -                                                                           | +1                                                                          | [ 14 ]                                                                      |
| 5   | Полусредний вес       | Нил Магни (Neil Magny)                                                      | #12 (5), TUF                                                                | 29-11                                                                       | 22-10                                                                       | +1                                                                          | vs.                                                                         | Майкл Моралес (Michael Morales)                                             | CS                                                                          | 16-0                                                                        | 4-0                                                                         | +16                                                                         | [ 15 ]                                                                      |
| 6   | Средний вес           | Эдмен Шахбазян (Edmen Shahbazyan)                                           | exT(9), CS                                                                  | 13-4                                                                        | 6-4                                                                         | +1                                                                          | vs.                                                                         | Джеральд Миршарт (Gerald Meerschaert)                                       |                                                                             | 36-17                                                                       | 11-9                                                                        | +1                                                                          | [ 16 ]                                                                      |
|     |                       | Предварительный кард (Prelims, ESPN+)                                       |                                                                             |                                                                             |                                                                             |                                                                             |                                                                             |                                                                             |                                                                             |                                                                             |                                                                             |                                                                             |                                                                             |
| 7   | Лёгкий вес▲           | Деннис Бузукья (Dennis Buzukja)                                             | CS                                                                          | 12-4                                                                        | 1-2                                                                         | +1                                                                          | vs.                                                                         | Фрэнсис Маршалл (Francis Marshall)▲                                         | CS                                                                          | 6-2                                                                         | 1-2                                                                         | -2                                                                          | [ 17 ]                                                                      |
| 8   | Средний вес           | Закари Риз (Zachary Reese)                                                  | CS                                                                          | 7-1                                                                         | 1-1                                                                         | +1                                                                          | vs.                                                                         | Хосе Медина (Jose Medina)                                                   | д, CS                                                                       | 11-3                                                                        | -                                                                           | -1                                                                          | [ 18 ]                                                                      |
| 9   | Лёгкий вес            | Вячеслав Борщев (Viacheslav Borshchev)                                      | CS                                                                          | 7-4-1                                                                       | 2-3-1                                                                       | -1                                                                          | vs.                                                                         | Хамес Льонтоп (James Llontop)                                               | CS                                                                          | 14-3                                                                        | 0-1                                                                         | -1                                                                          | [ 19 ]                                                                      |
| 10  | Жен. легчайший вес    | Жаклин Кавалканти (Jacqueline Cavalcanti)                                   |                                                                             | 6-1                                                                         | 1-0                                                                         | +4                                                                          | vs.                                                                         | Жозиани Нунис (Josiane Nunes)                                               | exT(13)                                                                     | 10-2                                                                        | 3-1                                                                         | -1                                                                          | [ 20 ]                                                                      |
|     | Полулёгкий вес        | Жигимантас Рамашка (Zygimantas Ramaska)                                     | д, TUF32                                                                    | 9-2                                                                         | -                                                                           | +3                                                                          | vs.                                                                         | Натан Флетчер (Nathan Fletcher)                                             | д, TUF32                                                                    | 8-1                                                                         | -                                                                           | +2                                                                          | [ 21 ]                                                                      |
| 11  | Жен. наилегчайший вес | Ван Цун (Wang Cong)                                                         | д, R2U                                                                      | 5-0                                                                         | -                                                                           | +5                                                                          | vs.                                                                         | Виктория Леонардо (Victoria Leonardo)                                       | CS                                                                          | 9-5                                                                         | 1-3                                                                         | -1                                                                          | [ 22 ]                                                                      |
|     |                       | Отменённые бои                                                              |                                                                             |                                                                             |                                                                             |                                                                             |                                                                             |                                                                             |                                                                             |                                                                             |                                                                             |                                                                             |                                                                             |
|     | Средний вес           | Роман Копылов (Roman Kopylov)▼                                              |                                                                             | 13-3                                                                        | 5-3                                                                         | +1                                                                          | vs.                                                                         | Брунну Феррейра (Brunno Ferreira)                                           | CS                                                                          | 12-1                                                                        | 3-1                                                                         | +2                                                                          | [ 23 ]                                                                      |
|     | Полулёгкий вес        | Дэнни Сильва (Danny Silva)▼                                                 | CS                                                                          | 9-1                                                                         | 1-0                                                                         | +3                                                                          | vs.                                                                         | Деннис Бузукья (Dennis Buzukja)                                             | CS                                                                          | 12-4                                                                        | 1-2                                                                         | +1                                                                          | [ 24 ]                                                                      |

Условные обозначения: #5 (1) — текущее (лучшее) место бойца в рейтинге, exЧ(В) — бывший чемпион (временный), exП(В) — бывший претендент на титул чемпиона (временного), exТ(3) — боец входил в рейтинг Топ-15 (лучшее место в рейтинге), д — дебютант, CS — боец участвовал в Претендентской серии Дэйны Уайта, R2U — боец участвовал в шоу Road To UFC, TUF — боец участвовал в шоу The Ultimate Fighter, TUF(W/F) — боец являлся победителем/финалистом The Ultimate Fighter, WEC/SF — боец выступал в WEC или Strikeforce до объединения этих организаций с UFC.

## Церемония взвешивания
Результаты официальной церемонии взвешивания бойцов перед турниром.
| Весовая категория и допустимый лимит в фунтах | Весовая категория и допустимый лимит в фунтах | Участники боёв и их вес в фунтах | Участники боёв и их вес в фунтах | Участники боёв и их вес в фунтах | Участники боёв и их вес в фунтах |
| --------------------------------------------- | --------------------------------------------- | -------------------------------- | -------------------------------- | -------------------------------- | -------------------------------- |
| Средний вес                                   | 185 (+1)                                      | Джаред Каннонир                  | 184                              | Каю Борралью                     | 186                              |
| Минимальный вес (женщины)                     | 115 (+1)                                      | Анджела Хилл                     | 115,5                            | Табата Риччи                     | 115                              |
| Средний вес                                   | 185 (+1)                                      | Роберт Валентин                  | 185                              | Райан Лодер                      | 186                              |
| Полулёгкий вес                                | 145 (+1)                                      | Каан Офли                        | 145                              | Майрон Сантус                    | 146                              |
| Полусредний вес                               | 170 (+1)                                      | Нил Магни                        | 170                              | Майкл Моралес                    | 171                              |
| Средний вес                                   | 185 (+1)                                      | Эдмен Шахбазян                   | 184,5                            | Джеральд Миршарт                 | 185                              |
| Лёгкий вес                                    | 155 (+1)                                      | Деннис Бузукья                   | 155,5                            | Фрэнсис Маршалл                  | 156                              |
| Средний вес                                   | 185 (+1)                                      | Закари Риз                       | 184,5                            | Хосе Медина                      | 186                              |
| Лёгкий вес                                    | 155 (+1)                                      | Вячеслав Борщев                  | 155,5                            | Хамес Льонтоп                    | 154,5                            |
| Легчайший вес (женщины)                       | 135 (+1)                                      | Жаклин Кавалканти                | 135                              | Жозиани Нунис                    | 136                              |
| Полулёгкий вес                                | 145 (+1)                                      | Жигимантас Рамашка               | 146                              | Натан Флетчер                    | 145,5                            |
| Наилегчайший вес (женщины)                    | 125 (+1)                                      | Ван Цун                          | 125                              | Виктория Леонардо                | 125                              |

## Результаты турнира
В главном бою вечера Каю Борралью победил Джареда Каннонира единогласным решением судей.
| Статистика поединка: | Статистика поединка: | Статистика поединка:                          | Статистика поединка:                          | Статистика поединка: | Статистика поединка: | Статистика поединка: | Статистика поединка: | Статистика поединка: | Статистика поединка: | Статистика поединка: | Статистика поединка: | Статистика поединка: | Статистика поединка: | Статистика поединка: | Статистика поединка: | Статистика поединка: | Статистика поединка: | Статистика поединка: |
| Участник             | Нокдауны             | Акцентрованные удары (по цели/всего/точность) | Акцентрованные удары (по цели/всего/точность) | По раундам           | По раундам           | По раундам           | По раундам           | По раундам           | По цели              | По цели              | По цели              | По позиции           | По позиции           | По позиции           | Тейкдауны            | Тейкдауны            | Контроль             | Попытка приема       |
| Участник             | Нокдауны             | Акцентрованные удары (по цели/всего/точность) | Акцентрованные удары (по цели/всего/точность) | 1Р                   | 2Р                   | 3Р                   | 4Р                   | 5Р                   | Голова               | Корпус               | Ноги                 | Дистанция            | Клинч                | Партер               | Тейкдауны            | Тейкдауны            | Контроль             | Попытка приема       |
| -------------------- | -------------------- | --------------------------------------------- | --------------------------------------------- | -------------------- | -------------------- | -------------------- | -------------------- | -------------------- | -------------------- | -------------------- | -------------------- | -------------------- | -------------------- | -------------------- | -------------------- | -------------------- | -------------------- | -------------------- |
| Джаред Каннонир      | 0                    | 83/254                                        | 32%                                           | 12/34                | 26/70                | 15/58                | 19/50                | 11/42                | 57/206               | 11/24                | 15/24                | 82/252               | 1/2                  | -                    | -                    | 0%                   | -                    | 0                    |
| Каю Борралью         | 1                    | 153/255                                       | 60%                                           | 15/32                | 21/43                | 37/58                | 30/53                | 50/69                | 106/197              | 26/37                | 21/21                | 129/224              | 2/3                  | 22/28                | 0/1                  | 0%                   | 1:59                 | 1                    |

| Бой    | Весовая категория     | Результат боя        | Результат боя     | Результат боя | Результат боя | Результат боя | Результат боя     | Результат боя | Способ победы                                  | Раунд | Время | Рефери в ринге  |
|        |                       | Главный кард         |                   |               |               |               |                   |               |                                                |       |       |                 |
| Бой 11 | Средний вес           |                      | Каю Борралью      | #12           | поб.          |               | Джаред Каннонир   | #5            | Единогласное решение (49–45, 49–45, 48–46)     | 5     | 5:00  | Дэн Мираглиотта |
| Бой 10 | Жен. минимальный вес  |                      | Табата Риччи      | #11           | поб.          |               | Анджела Хилл      | #9            | Единогласное решение (29–28, 29–28, 29–28)     | 3     | 5:00  | Кит Питерсон    |
| Бой 9  | Средний вес           |                      | Райан Лодер       | д             | поб.          |               | Роберт Валентин   | д             | Технический нокаут (удары локтями из распятья) | 2     | 1:49  | Марк Смит       |
| Бой 8  | Полулёгкий вес        |                      | Майрон Сантус     | д             | поб.          |               | Каан Офли         | д             | Нокаут (хук слева и добивание)                 | 2     | 1:30  | Крис Тоньони    |
| Бой 7  | Полусредний вес       |                      | Майкл Моралес     |               | поб.          |               | Нил Магни         | #12           | Технический нокаут (граунд-энд-паунд)          | 1     | 4:39  | Дэн Мираглиотта |
| Бой 6  | Средний вес           |                      | Джеральд Миршарт  |               | поб.          |               | Эдмен Шахбазян    |               | Сдача, удушающий приём (ручной треугольник)    | 2     | 4:12  | Марк Смит       |
|        |                       | Предварительный кард |                   |               |               |               |                   |               |                                                |       |       |                 |
| Бой 5  | Лёгкий вес            |                      | Фрэнсис Маршалл   |               | поб.          |               | Деннис Бузукья    |               | Раздельное решение (28–29, 30–27, 29–28)       | 3     | 5:00  | Кит Питерсон    |
| Бой 4  | Средний вес           |                      | Закари Риз        |               | поб.          |               | Хосе Медина       | д             | Единогласное решение (30–27, 30–27, 30–27)     | 3     | 5:00  | Дэн Мираглиотта |
| Бой 3  | Лёгкий вес            |                      | Вячеслав Борщев   |               | поб.          |               | Хамес Льонтоп     |               | Раздельное решение (28–29, 29–28, 30–27)       | 3     | 5:00  | Крис Тоньони    |
| Бой 2  | Жен. легчайший вес    |                      | Жаклин Кавалканти |               | поб.          |               | Жозиани Нунис     |               | Раздельное решение (27–30, 29–28, 29–28)       | 3     | 5:00  | Марк Смит       |
| Бой 1  | Жен. наилегчайший вес |                      | Ван Цун           | д             | поб.          |               | Виктория Леонардо |               | Нокаут (кросс справа)                          | 1     | 1:02  | Крис Тоньони    |

Официальные судейские карточки турнира.

## Награды
Следующие бойцы были удостоены денежного бонуса в размере $50,000:
- Лучший бой вечера: Каю Борралью - Джаред Каннонир
- Выступление вечера: Майкл Моралес и Джеральд Миршарт